# Ernest Wilton
Sir Ernest Colville Collins Wilton, KCMG (* 6. Februar 1870 in Singapur; † 28. Dezember 1952 in Ashington) war ein britischer Diplomat und von 1927 bis 1932 Präsident der Regierungskommission des Völkerbundmandats Saargebiet.
Seine Eltern waren beide eingebürgerte Briten, der Vater gebürtiger Däne und die Mutter gebürtige Niederländerin. 1890 trat er in den britischen diplomatischen Dienst für China ein und blieb in diesem für die nächsten 30 Jahre. Für seine Verdienste im Rahmen der britischen Missionen nach Tibet und den diesbezüglichen Verhandlungen mit China wurde er 1904 im Rang eines Companions in den St.-Michaels-und-St.-Georgs-Orden aufgenommen. Während des Ersten Weltkriegs als Generalkonsul in verschiedenen chinesischen Städten beschäftigt, wurde er nach 1919 in Europa eingesetzt. So gehörte er 1919/20 der alliierten Schiedskommission zum Polnisch-Tschechoslowakischen Grenzkrieg um die Grenzstadt Teschen an. Ab 1920 war er britischer Gesandter in Litauen und Sondergesandter in Estland und Lettland. Im Anschluss wurde er 1923 im St.-Michaels-und-St.-Georgs-Orden in den Rang eines Knight Commanders befördert. 1923 bis 1926 gehörte er einer internationalen Kommission zum chinesischen Salzhandel an, bevor er 1927 zum Präsidenten der Regierungskommission des Saargebiets ernannt wurde. 1932 trat er aus diesem Amt aus gesundheitlichen Gründen in den Ruhestand.